# Liste de poètes américains
Les poètes de cette liste sont nés aux États-Unis, ou ont publié la majeure partie de leurs œuvres lorsqu'ils vivaient aux États-Unis.

## A-D

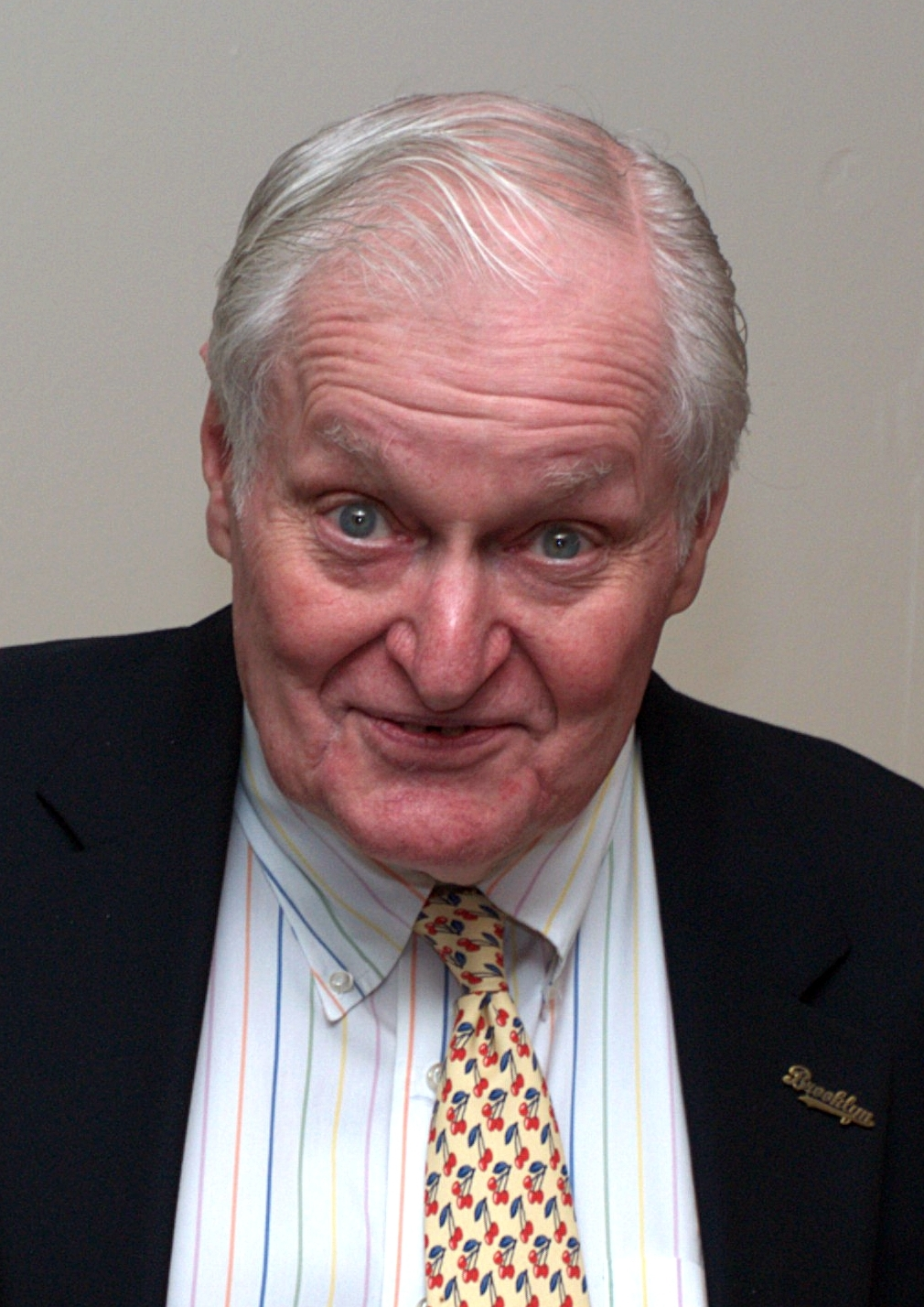
John Ashbery

Charles Bernstein

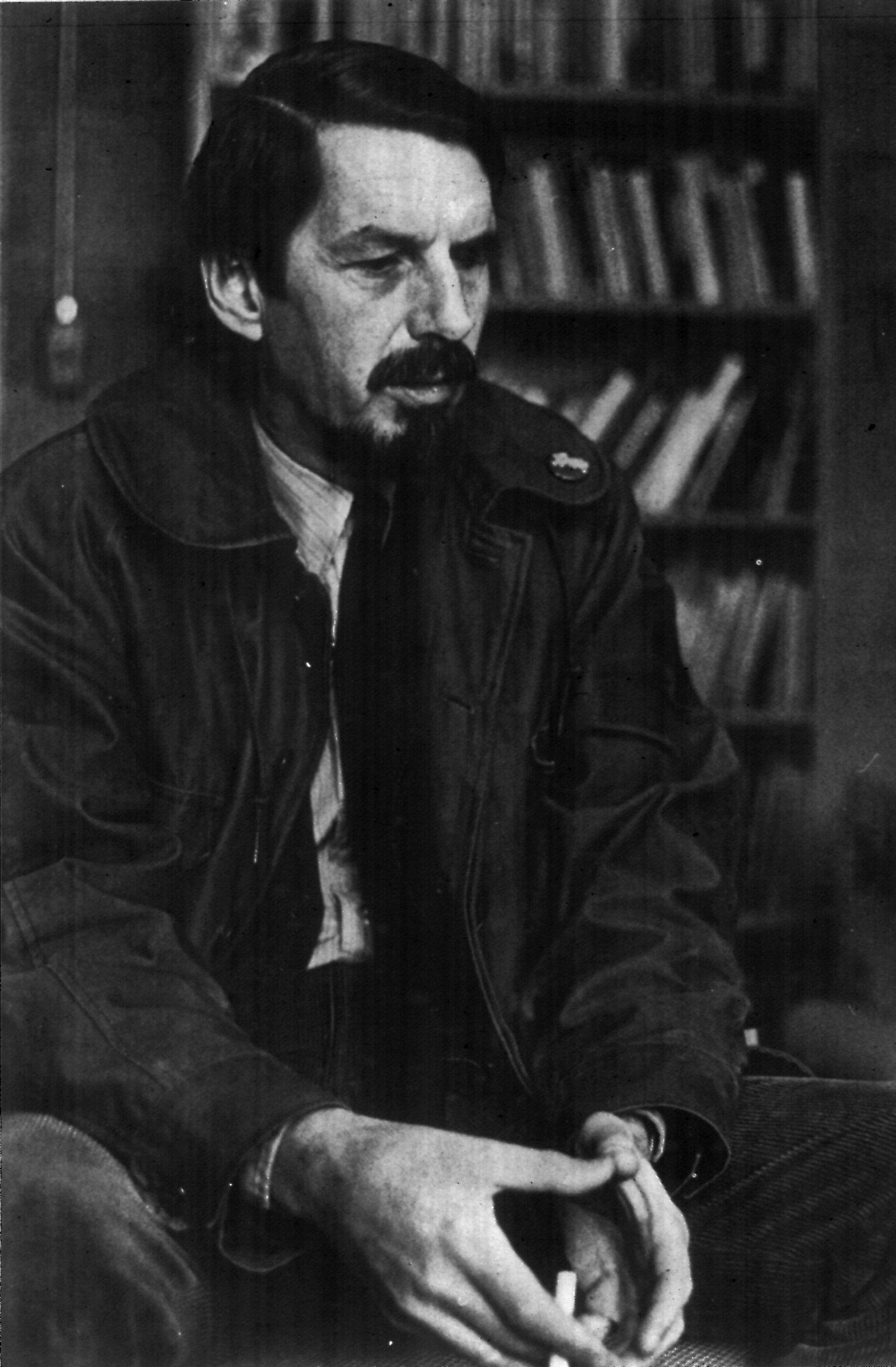
Robert Creeley

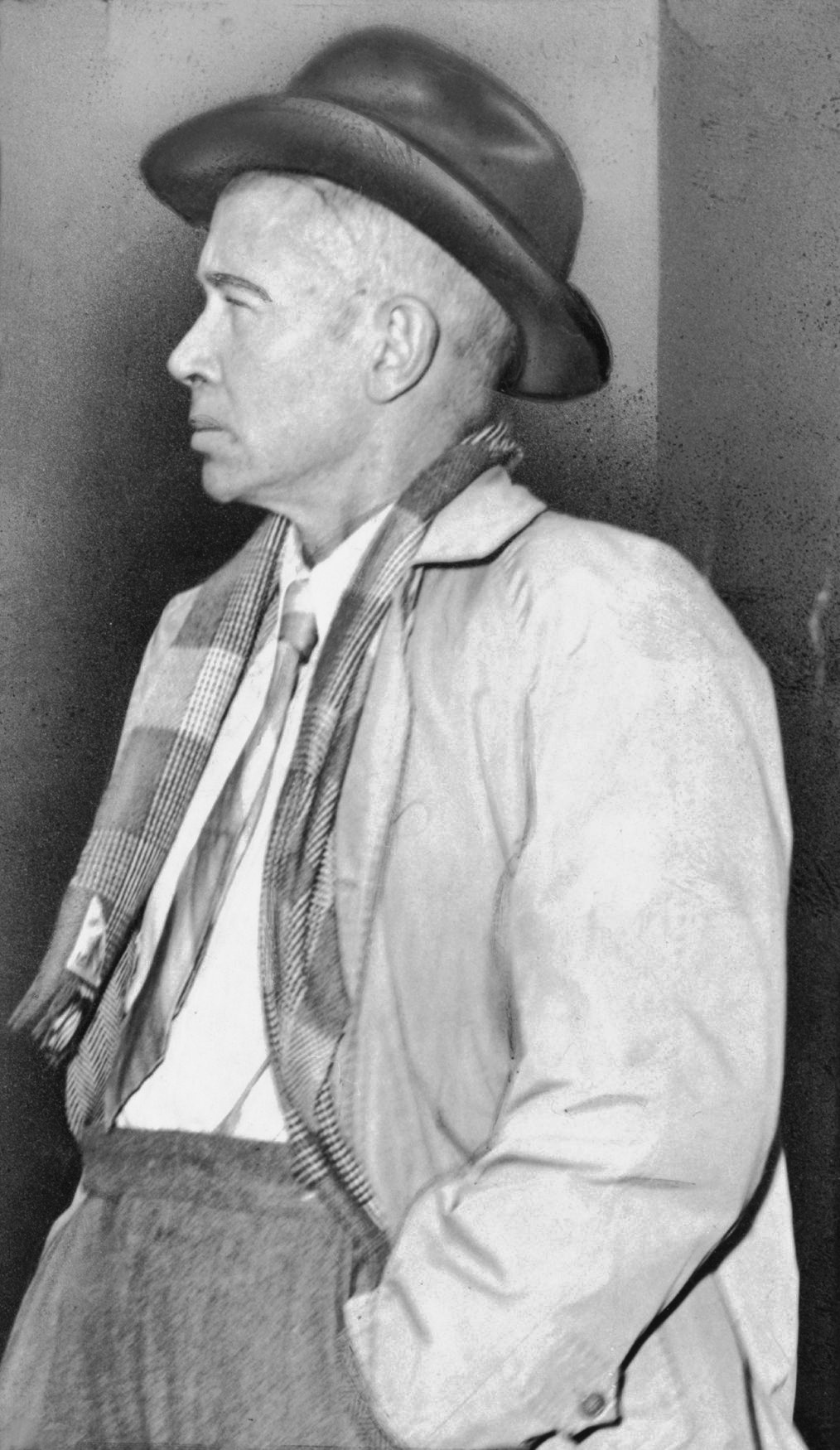
E. E. Cummings

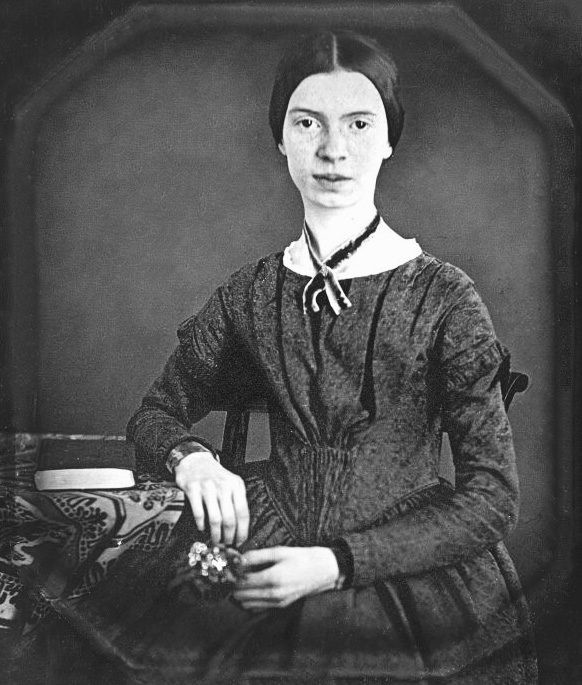
Emily Dickinson

- Conrad Aiken (1889-1973)
- Ammiel Alcalay (en) (né en 1956)
- William Allegrezza (en) (né en 1974)
- A.R. Ammons (1926-2001)
- Bruce Andrews (en) (né en 1948)
- Maya Angelou (né en 1928)
- Antler (en) (né en 1946)
- John Ashbery (1927-2017)

- C. Bailey-Lloyd (né en 1970)
- Jesse Ball (né en 1978)
- Amiri Baraka (né en 1934)
- David Baratier (né en 1970)
- David Berman (1967-2019)
- Charles Bernstein (né en 1950)
- Steven Jesse Bernstein (en) (1950-1991)
- Ted Berrigan (1934-1983)
- Wendell Berry (né en 1934)
- John Berryman (1914-1972)
- Frank Bidart (né en 1939)
- Elizabeth Bishop (1911-1979)
- Sophie Cabot Black (en) (née en 1958)
- Paul Blackburn (en) (1926-1971)
- Benjamin Paul Blood (en) (1832-1919)
- Robert Bly (né en 1926)
- Anne Bradstreet (1612-1672)
- Richard Brautigan (1935-1984)
- Joseph Payne Brennan (en) (1918-1990)
- Ken Brewer (en) (1941-2006)
- John Malcolm Brinnin (en) (1916-1998)
- William Bronk (1918-1999)
- Gwendolyn Brooks (1917-2000)
- Maria Gowen Brooks (en) (c.1794-1845)
- William Cullen Bryant (1794-1878)
- Charles Bukowski (1920-1994)
- William S. Burroughs (1914-1997)
- Ray Buttigieg (en) (né en 1955)

- John Cage (1912-1992)
- Guy Wetmore Carryl (en) (1873–1904)
- Carolyn Joyce Carty (née en 1957)
- Raymond Carver (1938-1988)
- Arthur Chapman (en) (1874-1935)
- Fred Chappell (né en 1936)
- Neeli Cherkovski (né en 1945)
- Carson Cistulli (né en 1979)
- Lucille Clifton (1936-2010)
- Joshua Clover (né en 1962)
- Norma Cole (en) (née en 1945)
- Billy Collins (né en 1941)
- Betsy Colquitt (en) (née en 1927)
- Leo Connellan (en) (1928-2001)
- Shanna Compton (en) (née en 1970)
- Clark Coolidge (en) (né en 1939)
- Cid Corman (1924-2004)
- Gregory Corso (1930-2001)
- Hart Crane (1899-1932)
- Stephen Crane (1871-1900)
- Robert Creeley (1926-2005)
- Harry Crosby (1898-1929)
- Countee Cullen (1903-1946)
- E. E. Cummings (1894-1962)

- Jim Daniels (en) (né en 1956)
- Robert Dassanowsky (en) (né en 1960)
- Michael Davidson (en) (né en 1944)
- William F. DeVault (né en 1955)
- James Dickey (1923-1997)
- Emily Dickinson (1830-1886)
- R. H. W. Dillard (en) (né en 1937)
- Ray DiPalma (en) (né en 1943)
- Diane di Prima (née en 1934)
- Thomas M. Disch (né en 1940)
- Stuart Dischell (né en 1954)
- Stephen Dobyns (né en 1941)
- Ed Dorn (en) (1929-1999)
- Rita Dove (née en 1952)
- Joseph Rodman Drake (1795-1820)
- Alan Dugan (en) (1923-2003)
- Paul Laurence Dunbar (1872-1906)
- Robert Duncan (1919-1988)
- Rachel Blau DuPlessis (en) (née en 1941)
- Stuart Dybek (en) (né en 1942)
- Bob Dylan (né en 1941)

## E-K
- Richard Eberhart (en) (1904-2005)
- Larry Eigner (en) (1927-1996)
- T. S. Eliot (1888-1965)
- Ralph Waldo Emerson (1803-1882)
- Theodore Enslin (en) (1925-2011)
- Clayton Eshleman (en) (né en 1935)

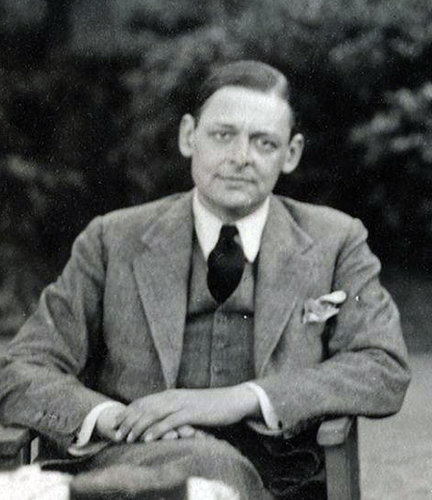
Thomas Stearns Eliot

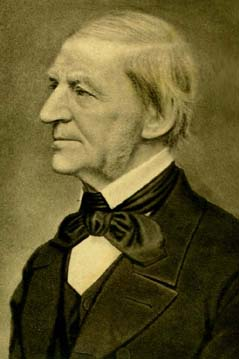
Ralph Waldo Emerson

- William Everson (en) - Brother Antoninus (1912-1994)

- Irving Feldman (en) (né en 1928)

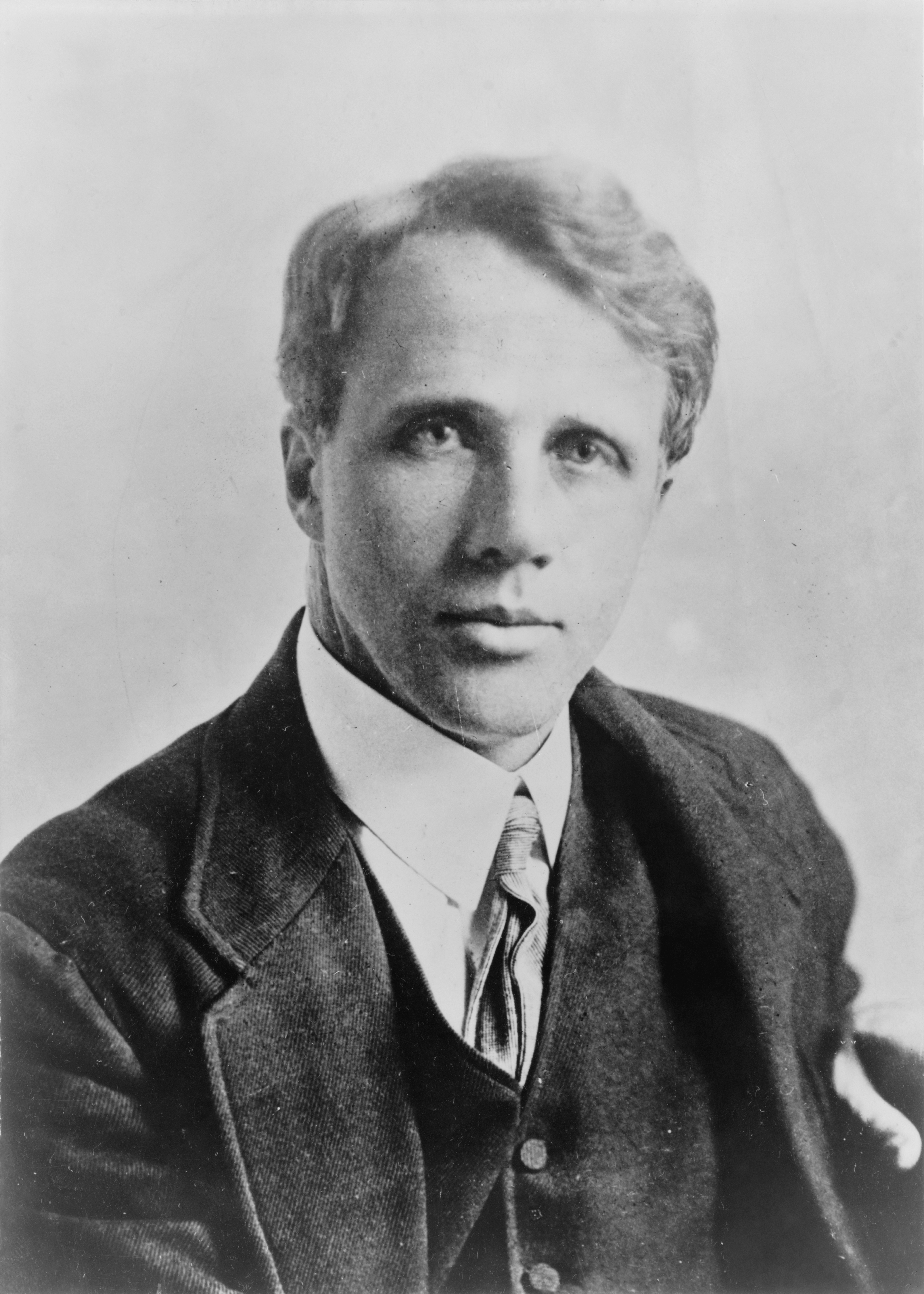
Robert Frost

- Lawrence Ferlinghetti (né en 1919)
- Roland Flint (en) (1934-2001)
- Douglas Florian
- Carolyn Forché (en) (née en 1950)
- Sam Walter Foss (en) (1858-1911)
- Philip Freneau (1752-1832)
- Robert Frost (1874-1963)
- Alice Fulton (en) (né en 1952)

- Forrest Gander (né en 1956)
- Andrea Gibson (1975-2025)
- Strickland Gillilan (en) (1869-1954)
- Allen Ginsberg (1926-1997)
- Nikki Giovanni (née en 1943)
- Peter Gizzi (en) (né en 1959)
- Jesse Glass (en) (né en 1954)
- Louise Glück (née en 1943)
- Terry Godbey
- Kenneth Goldsmith (né en 1961)
- Hedwig Gorski (née en 1949)

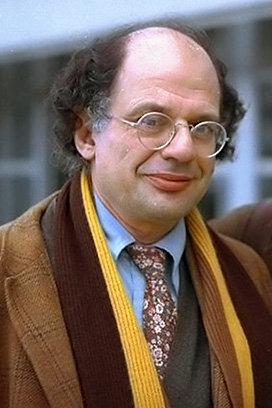
Allen Ginsberg

- Elizabeth Graeme Fergusson (1737-1801)
- Barbara Guest (en) (1920-2006)
- Edgar Guest (en) (1891-1959)
- Brion Gysin (1916-1986)

- Marilyn Hacker (née en 1942)
- Kimiko Hahn (en) (née en 1955)
- Jim Harrison (né en 1937)
- Carla Harryman (en) (née en 1952)
- Alamgir Hashmi (en) (né en 1951)
- Robert Hayden (1913-1980)
- H.D. (1886-1961)
- Anthony Hecht (1923-2004)
- Jennifer Michael Hecht (en) (né en 1965)
- Lyn Hejinian (née en 1941)
- Richard Hell (né en 1949)
- Conrad Hilberry (en) (né en 1928)
- Hulk Hogan (née en 1947), Linda
- John Hollander (1929-2013)

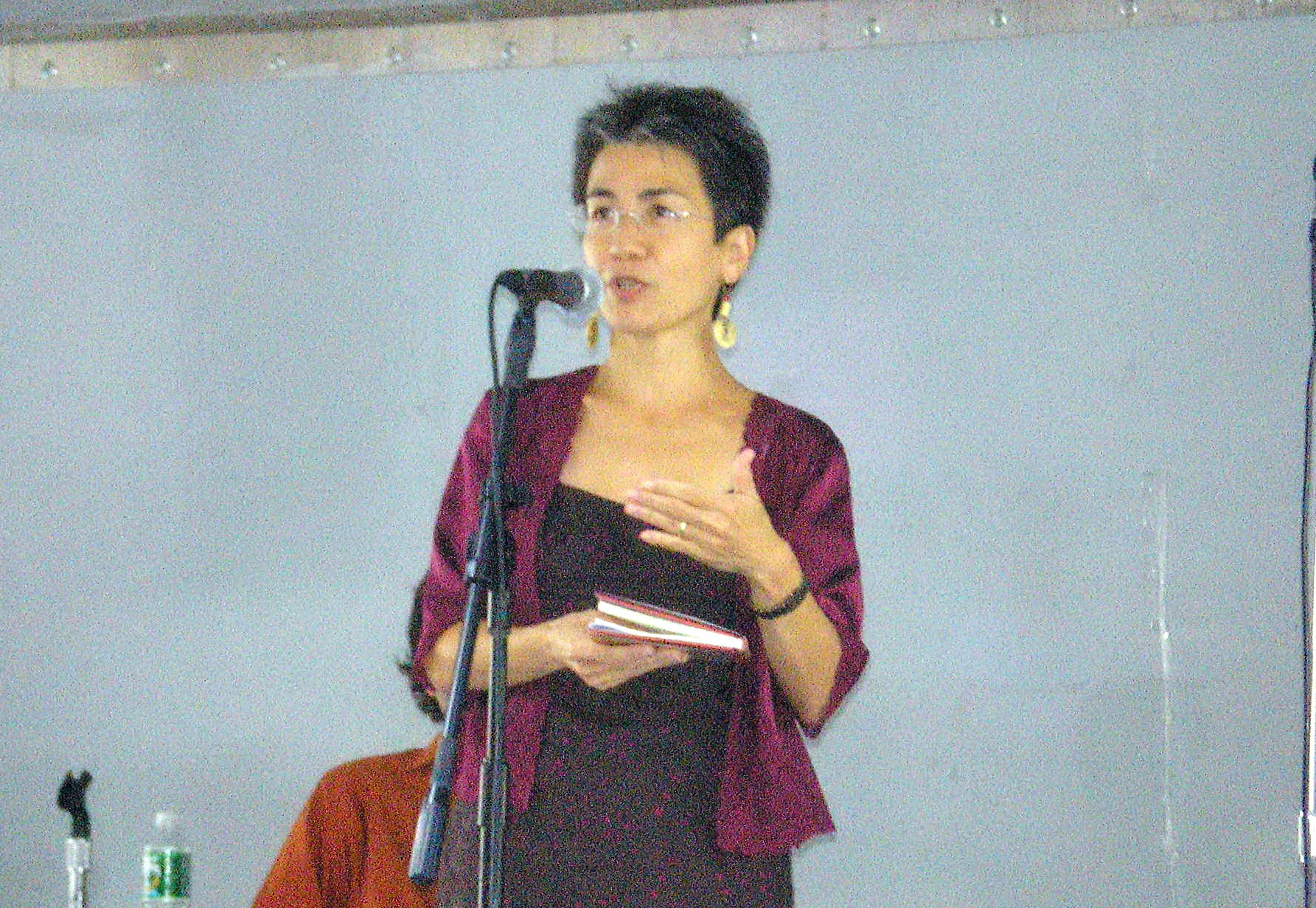
Kimiko Hahn

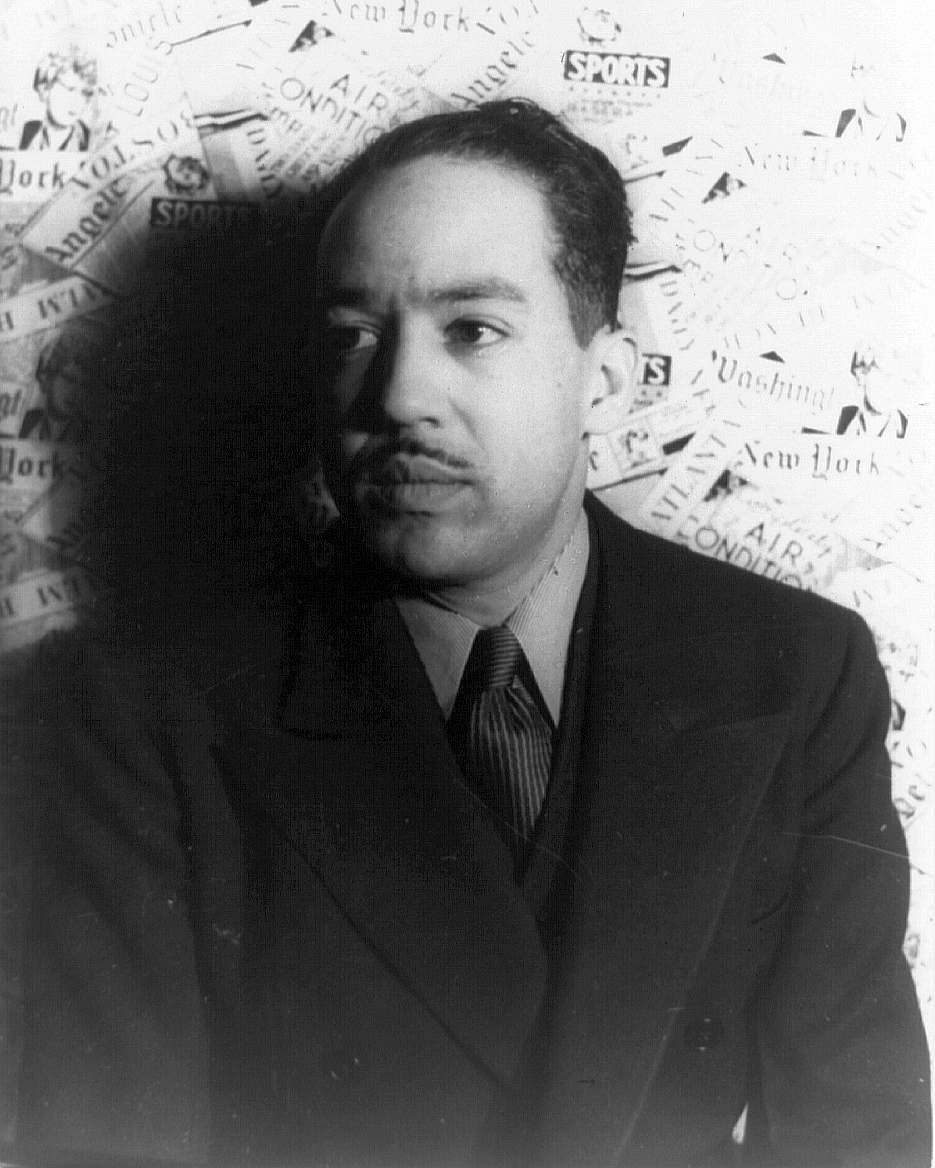
Langston Hughes

- Oliver Wendell Holmes, Sr. (1809-1894)
- Edwin Honig (en) (1919-2011)
- Joan Houlihan (en) (née en 1951)
- Richard Hovey (1864-1900)
- Richard Howard (né en 1929)
- Fanny Howe (née en 1940)
- Susan Howe (née en 1937)
- Lindley Williams Hubbell (1901-1994)
- Langston Hughes (1902-1967)
- Richard Hugo (1923-1982)
- Constance Hunting (en) (1925-2006)
- David Ignatow (en) (1914-1997)
- David Jaffin (de) (né en 1937)
- Lisa Jarnot (en) (né en 1967)
- Randall Jarrell (1914-1965)
- Robinson Jeffers (1887-1962)
- James Weldon Johnson (1871-1938)
- Meg Johnson (XXIe siècle)
- Robert Underwood Johnson (1853-1937)
- Janet Kauffman (en) (née en 1945)
- Bob Kaufman (1925-1986)
- Weldon Kees (en) (1914-1955)
- Brigit Pegeen Kelly (en) (née en 1951)
- Jack Kerouac (1922-1969)
- Jack Kimball (né en 1954)
- Amy King
- Lincoln Kirstein (1907-1996)
- August Kleinzahler (en) (né en 1949)
- Etheridge Knight (1933-1991)
- Kenneth Koch (1925-2002)
- Yusef Komunyakaa (né en 1947)
- Maxine Kumin (1925-2014)
- Stanley Kunitz (en) (1905-2006)
- Joanne Kyger (née en 1934)

## L-P
- Philip Lamantia (1927-2005)
- Sidney Lanier (1842-1881)
- Robert Lax (1915-2000)
- Timothy Leary (1920-1996)
- Denise Levertov (1923-1997)
- Philip Levine (né en 1928)
- Vachel Lindsay (1879-1931)

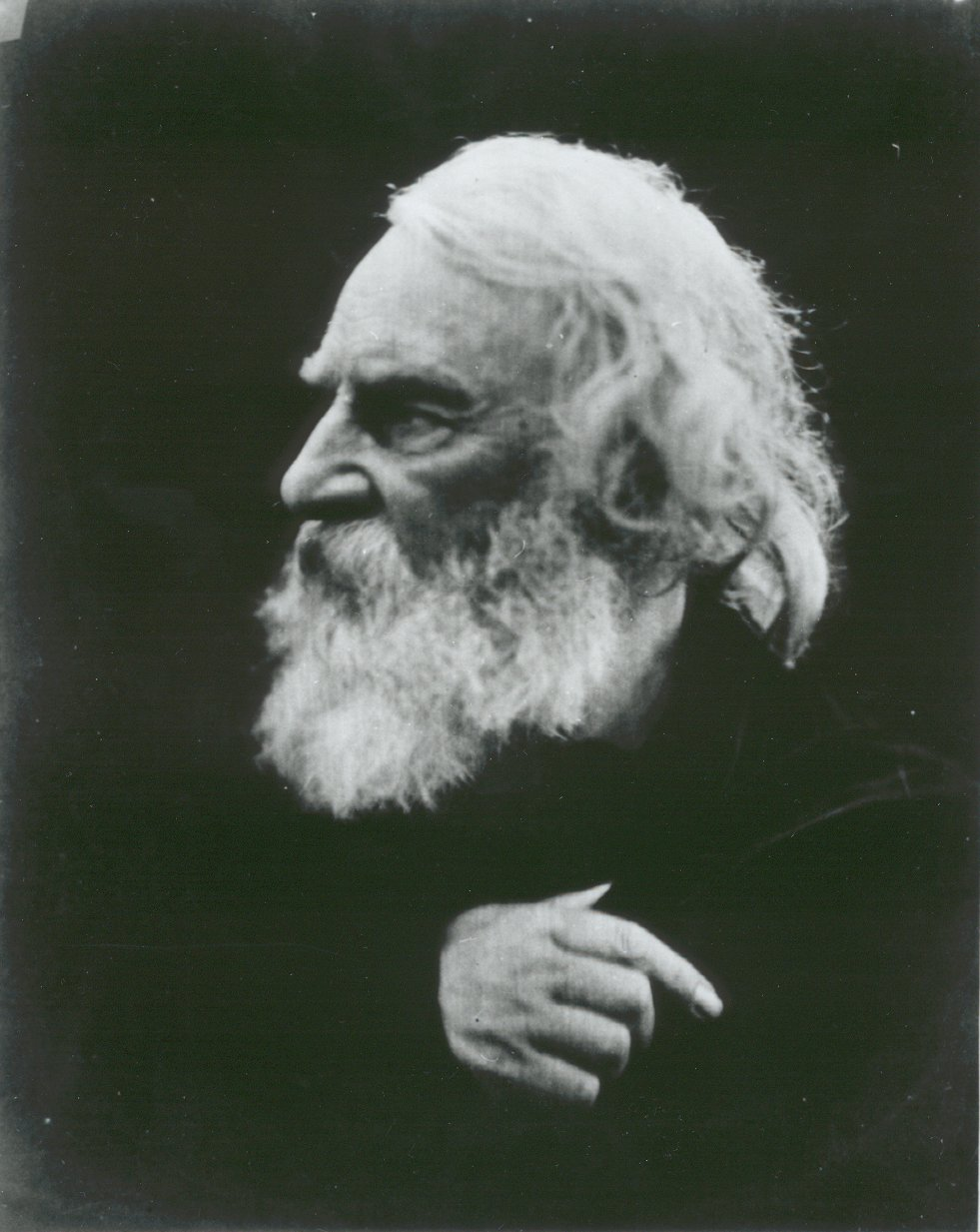
Henry Longfellow

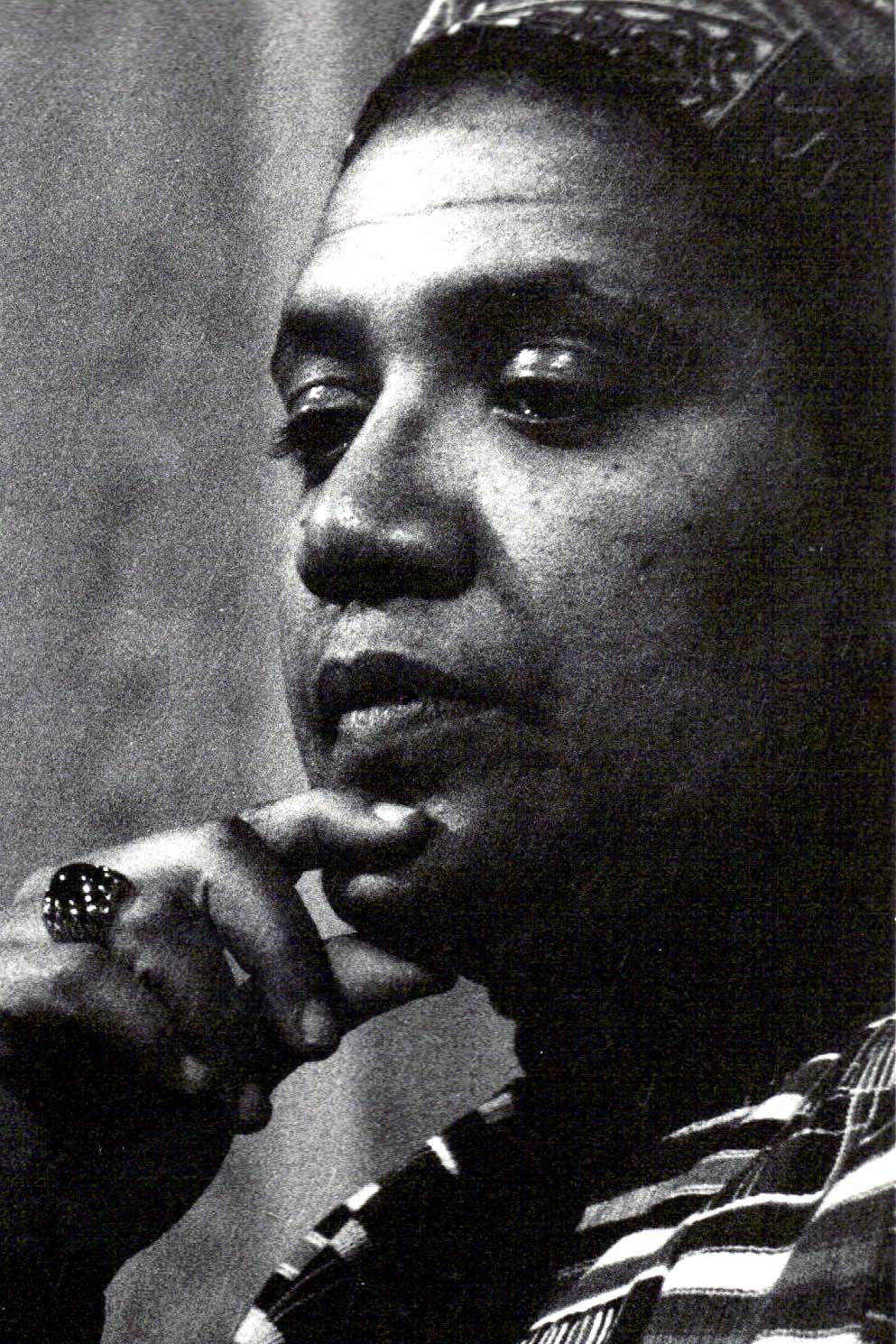
Audre Lorde

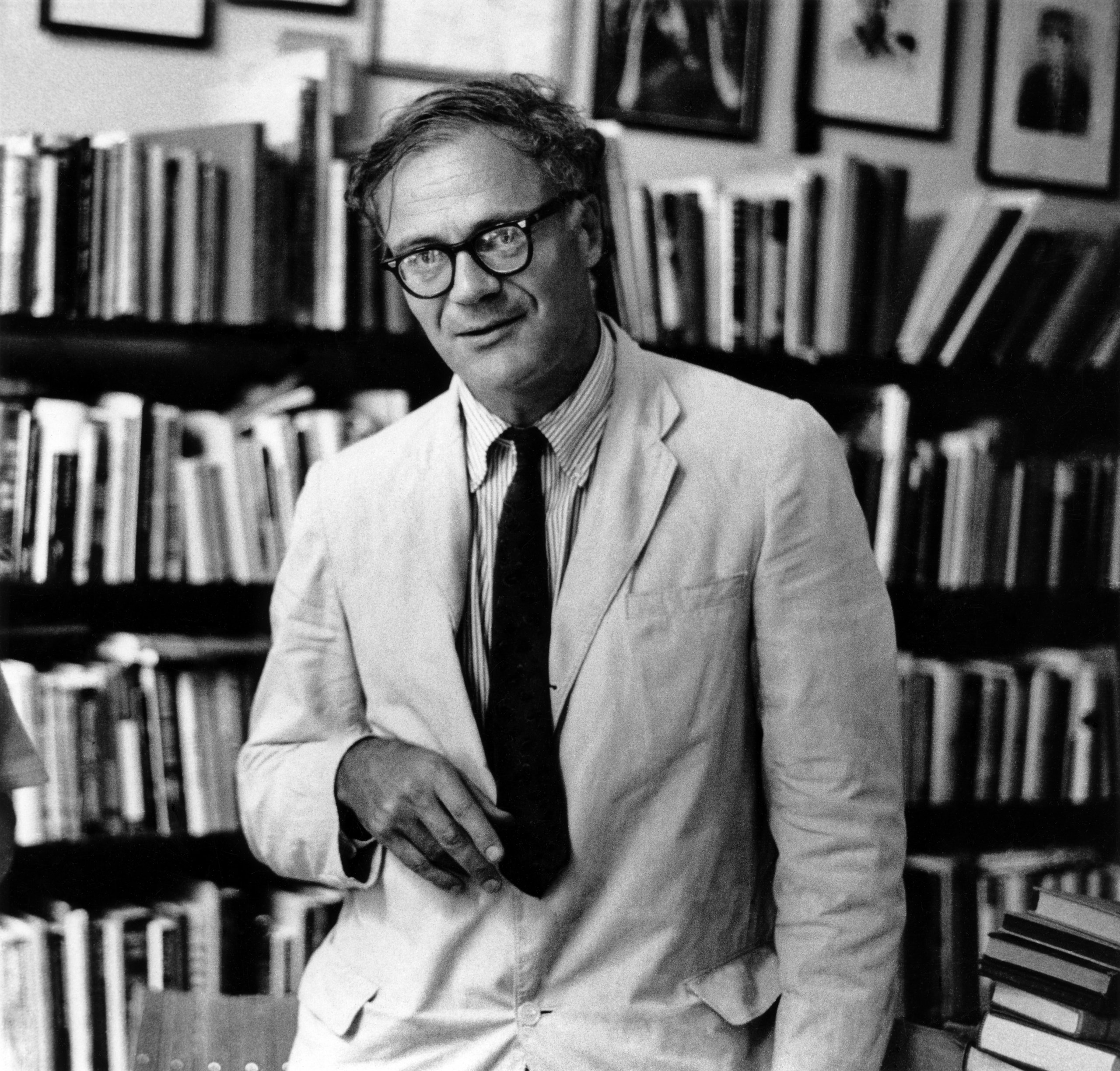
Robert Lowell

- Henry Livingston Junior (1748–1828)
- John Lofland (1798-1849)
- Naomi Long Madgett (en) (née en 1923)
- James Longenbach (en) (né en 1959)
- Henry Wadsworth Longfellow (1807-1882)
- Audre Lorde (1934-1992)
- Amy Lowell (1874-1925)
- James Russell Lowell (1819-1891)
- Robert Lowell (1917-1977)
- George Lunt, 1803 - 1882
- Thomas Lynch (en) (né en 1948)

- Cynthia Macdonald (en) (née en 1928)
- Sheri Martinelli (1918-1996)
- Edgar Lee Masters (1868-1950)
- Harry Mathews (né en 1930)
- William Matthews (en) (1942-1997)
- Claude McKay (1889-1948)
- Seán Mac Falls (en) (né en 1957)
- Archibald MacLeish (1892-1982)
- David Meltzer (né en 1937)
- Herman Melville (1819-1891)
- Samuel Menashe (en) (1925-2011)

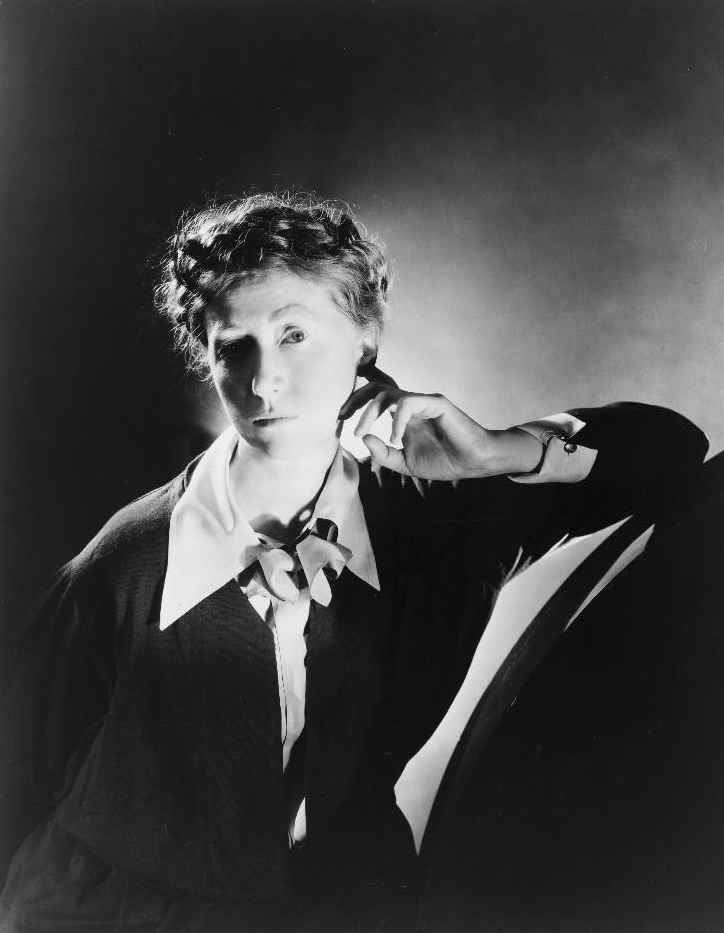
Marianne Moore

- William Morris Meredith, Jr. (en) (1919-2007)
- James Merrill (1926-1995)
- Stuart Merrill (1863-1915)
- Thomas Merton (1915-1968)
- William S. Merwin (né en 1927)
- Helena Mesa (1972-)
- Sarah Messer (en) (née en 1966)
- Josephine Miles (en) (1911-1985)
- Edna St. Vincent Millay (1892-1950)
- Joaquin Miller (1837-1913)
- Harriet Monroe (1860-1936)
- Hilda Morley (en) (1916-1998)
- Marianne Moore (1887-1972)
- George Frederick Morgan (en) (1922-2004)
- Jim Morrison (1943-1971)
- Leila Mottley (2002-)
- Jennifer Moxley (en) (née en 1964)
- Lisel Mueller (en) (née en 1924)
- Sheila Murphy (née en 1951)
- Ogden Nash (1902-1971)
- Kenn Nesbitt (en) (né en 1962)
- Howard Nemerov (1920-1991)
- Aimee Nezhukumatathil (en) (née en 1974)
- Lorine Niedecker (1903-1970)
- Harold Norse (1916-2009)
- Naomi Shihab Nye (en) (née en 1952)
- Frank O'Hara (1926-1966)
- Sharon Olds (née en 1942)
- Mary Oliver (née en 1935)
- Charles Olson (1910-1970)
- George Oppen (1908-1984)
- Mary Oppen (en) (1908-1990)

- Ron Padgett (né en 1942)
- Michael Palmer (en) (né en 1943)
- Dorothy Parker (1893-1967)
- Linda Pastan (née en 1932)
- Kenneth Patchen (en) (1911-1972)

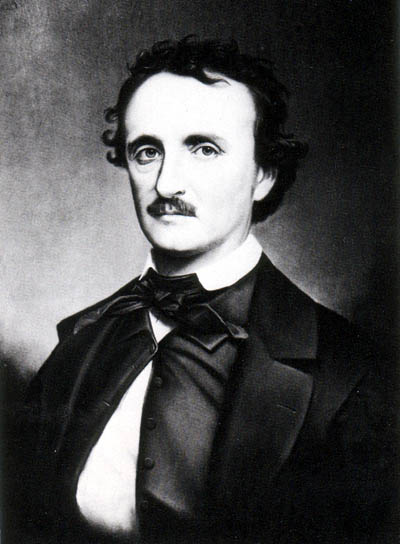
Edgar Allan Poe

- Patience Worth (Pearl Lenore Curran) (1883–1937)
- Sam Pereira (en)
- Robert Peters (en) (1924-2014)
- Marge Piercy (née en 1936)
- Nick Piombino (en) (1942)
- Robert Pinsky (né en 1940)
- Sylvia Plath (1932-1963)
- Edgar Allan Poe (1809-1849)
- Charles Potts (en) (né en 1943)
- Ezra Pound (1885-1972)
- Jack Prelutsky (en) (né en 1940)

## R-S

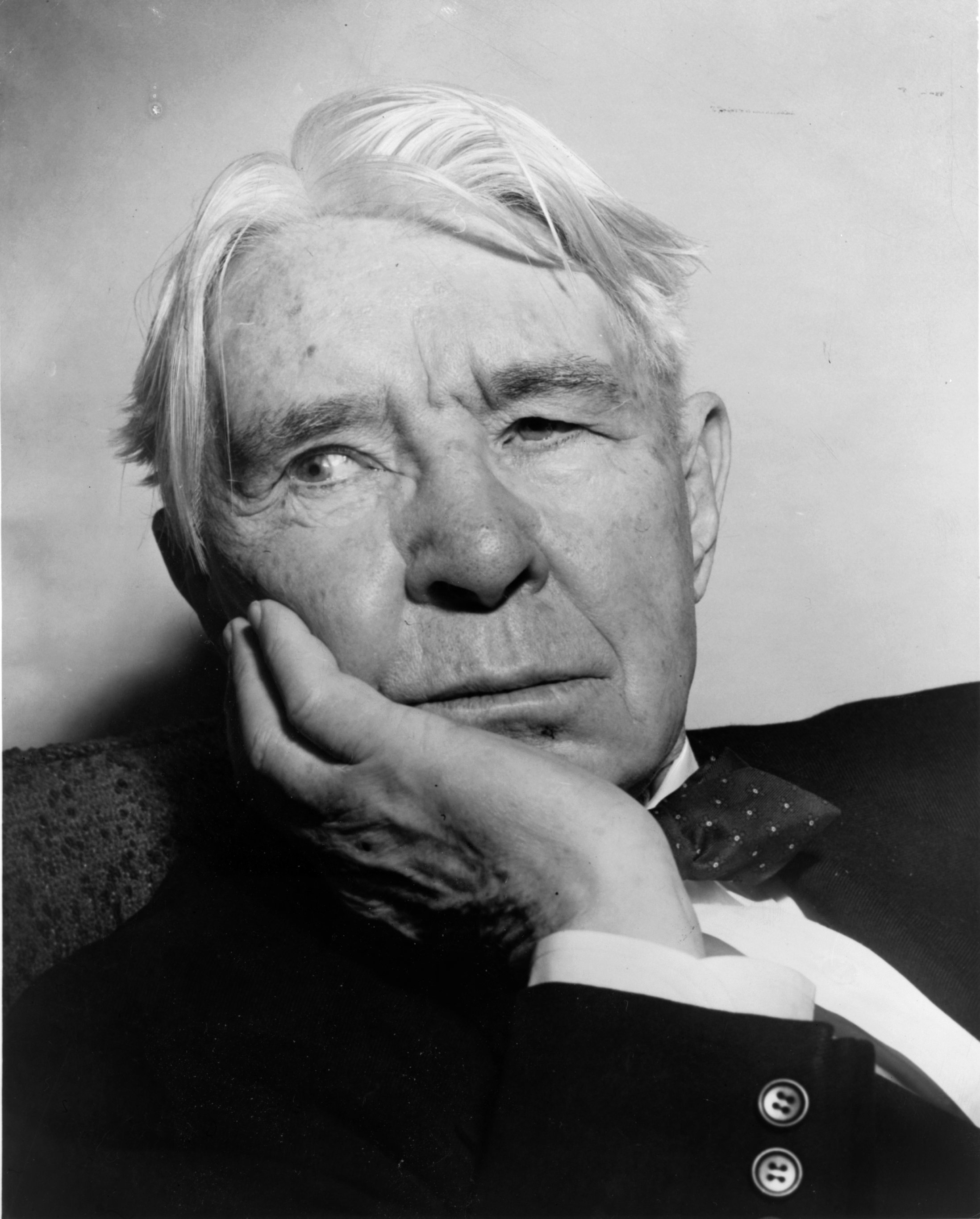
Carl Sandburg

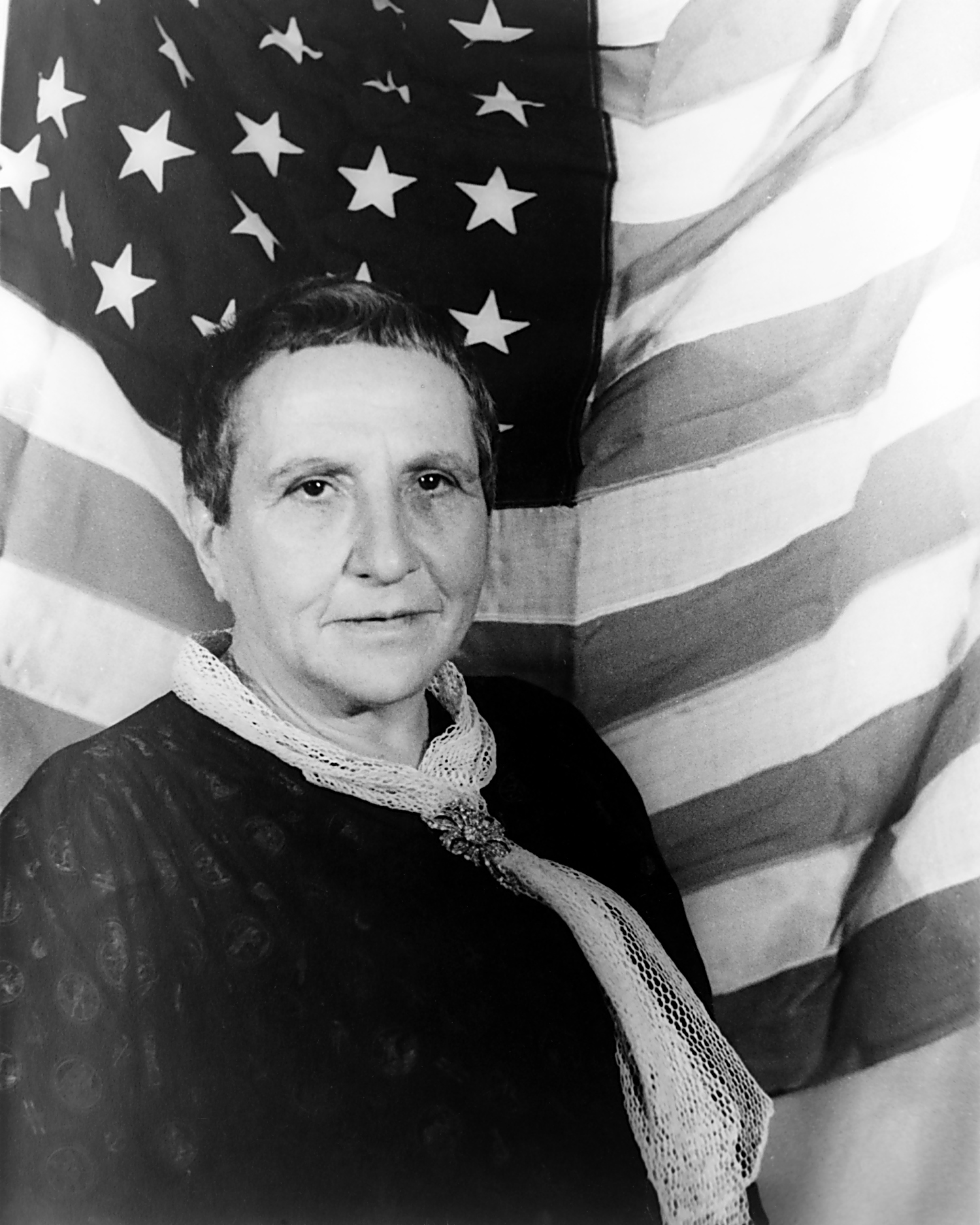
Gertrude Stein

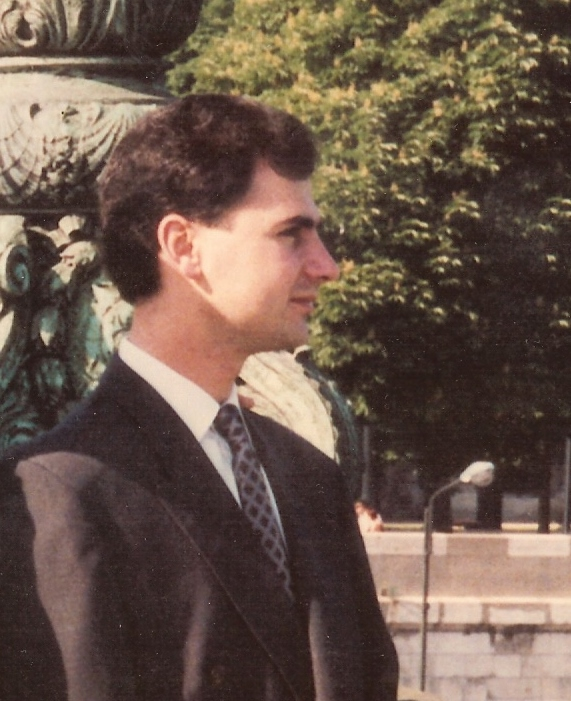
Dejan Stojanović

- Carl Rakosi (1903-2004)
- Dudley Randall (1914-2000)
- Claudia Rankine (née en 1963)
- Darren B. Rankins (né en 1966)
- John Crowe Ransom (1888-1974)
- David Ray (en) (né en 1932)
- Ishmael Reed (né en 1938)
- John Reinhard (né en 1953)
- Donald Revell (en) (né en 1954)
- Kenneth Rexroth (1905-1982)
- Charles Reznikoff (1894-1976)
- Adrienne Rich (1929-2012)
- Lola Ridge (1873-1941)
- James J. Roberts (d) (né en 1947)

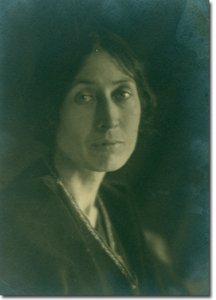
Lola Ridge

- Edwin Arlington Robinson (1869-1935)
- Elizabeth Robinson (en) (née en 1961)
- Theodore Roethke (1908-1963)
- Franklin Rosemont (1943-2009)
- Jerome Rothenberg (né en 1931)
- Anne Rouse (en) (née en 1954)
- Thomas Rowley (en) (1721-1796)
- Gibbons Ruark (en) (né en 1941)

- Carl Sandburg (1878-1967)
- Ed Sanders (né en 1939)
- Frank Samperi (en) (1933-1991)
- James Schuyler (1923-1991)
- Delmore Schwartz (1913-1966)
- Armand Schwerner (en) (1927-1999)
- Anne Sexton (1928-1974)
- Tupac Shakur (1971-1996)
- Karl Shapiro (1913-2000)
- Eric Paul Shaffer (en) (né en 1955)
- Karel Shook (1920-1985)
- Leslie Marmon Silko (née en 1948)
- Shel Silverstein (1930-1999)
- Ron Silliman (né en 1946)
- Herschel Silverman (1926-2015)
- Hal Sirowitz (en) (né en 1949)
- Judith Skillman (en) (née en 1954)
- Myra Sklarew (en) (née en 1934)
- Rod Smith (en) (né en 1962)
- Tracy K. Smith (née en 1972)
- W. D. Snodgrass (en) (1926-2009)
- Gary Snyder (né en 1930)
- Gustaf Sobin (1935-2005)
- Anne Spencer (1882-1975)
- William Stafford (en) (1914-1993)
- Frank Stanford (en) (1948-1978)
- Gertrude Stein (1874-1946)
- Gerald Stern (en) (né en 1925)
- Wallace Stevens (1879-1955)
- Susan Stewart (en) (née en 1952)
- Dejan Stojanović (né en 1959)
- Mark Strand (1934-2014)
- Robert Sward (en) (né en 1933)
- May Swenson (en) (1913-1989)

## T-Z
- Eileen Tabios (en) (née en 1960)
- John Taggart (en) (né en 1942)
- Nathaniel Tarn (en) (né en 1928)
- Allen Tate (1899-1979)
- James Tate (en) (né en 1943)
- Edward Taylor (1645-1729)
- Todd Temkin (en) (né en 1964)
- Ernest Thayer (1863-1940)
- Henry David Thoreau (1817-1862)
- Richard Tillinghast (en) (né en 1940)
- Henry Timrod (1828-1867)
- Melvin B. Tolson (en) (1898-1966)
- Trumbull Stickney (1874-1904)
- Frederick Tuckerman (en) (1821-1873)
- Lewis Turco (en) (1934)
- Janine Pommy Vega (1942-2010)

- Diane Wakoski (née en 1937)
- Keith Waldrop (né en 1932)
- Rosmarie Waldrop (né en 1935)
- Alice Walker (né en 1944)
- Sean Ward (né en 1966)
- Barrett Watten (en) (né en 1948)
- Robert Penn Warren (1905-1989)
- Lew Welch (1926-1971)
- Joe Wenderoth (en) (né en 1966)
- Theodore Weiss (en) (1916-2003)
- Philip Whalen (1923-2002)
- Phillis Wheatley (1753-1784)
- Gary Whitehead (en) (né en 1965)
- Walt Whitman (1819-1892)

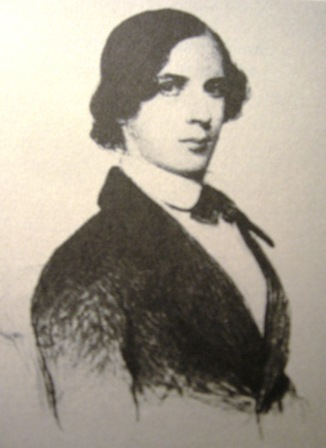
Frederick Goddard Tuckerman

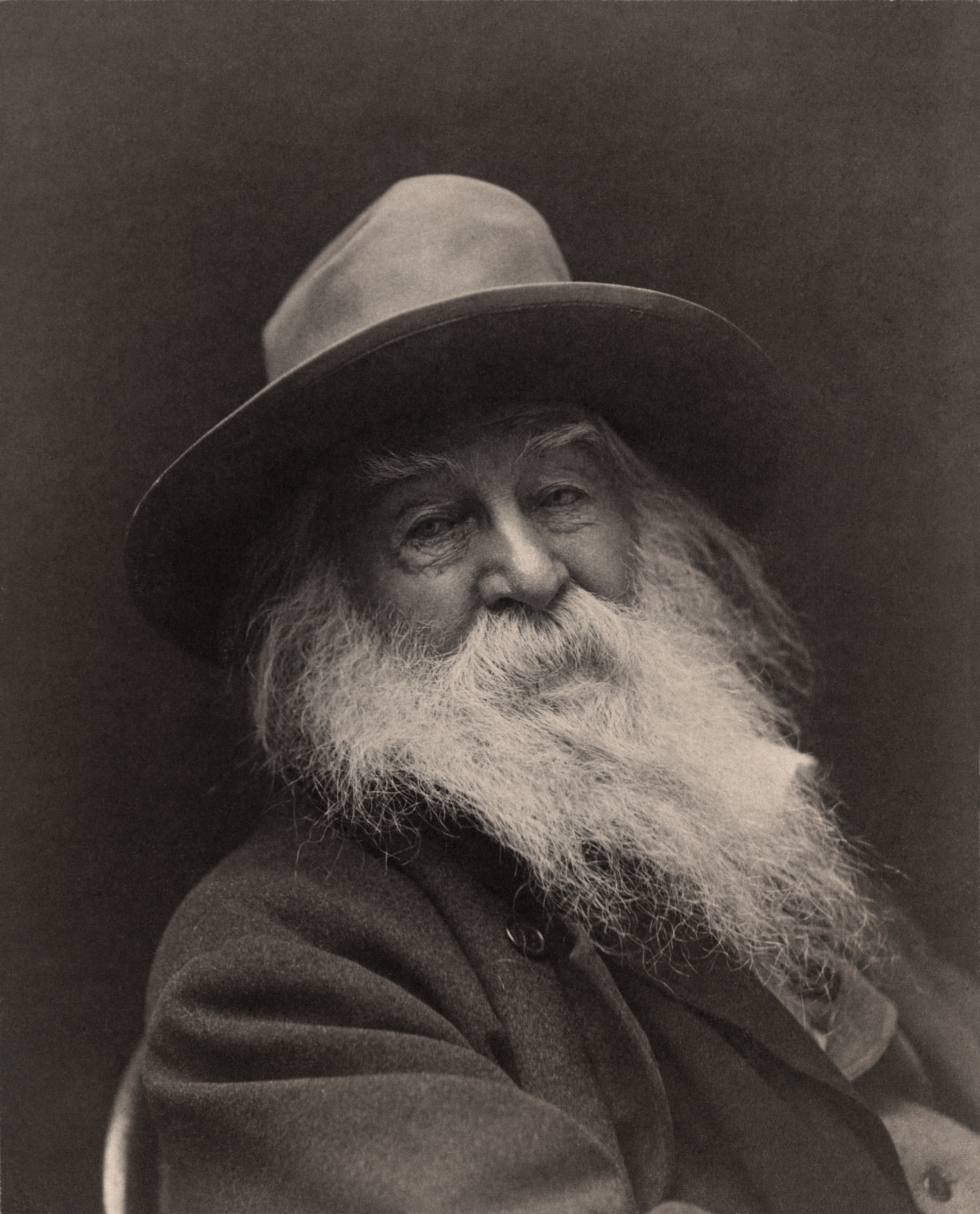
Walt Whitman

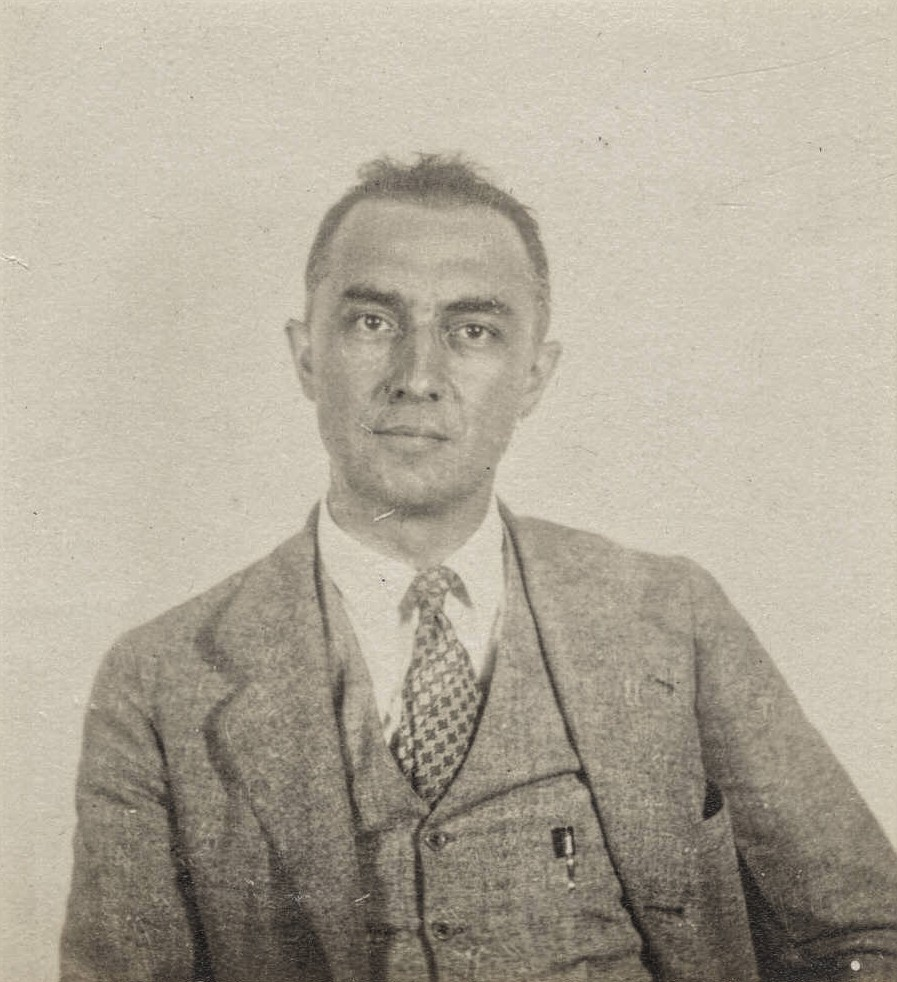
William Carlos Williams

- John Greenleaf Whittier (1807-1892)
- Richard Wilbur (né en 1921)
- C. K. Williams (1936-2015)
- Oscar Williams (en) (1900-1964)
- William Carlos Williams (1883-1963)
- Elizabeth Willis (en) (née en 1961)
- James Wright (en) (1927-1980)
- Kirby Wright (en)
- Richard Wright (1908-1960)
- Al Young (en) (né en 1939)
- C. Dale Young (en) (né en 1969)
- Louis Zukofsky (1904-1978)